# Lake Havasu City
Lake Havasu City est une ville de l’État américain de l'Arizona. Elle se trouve sur la rive est du Lake Havasu, un lac de barrage sur le fleuve Colorado dont la rive opposée se trouve en Californie.
Avec une population qui s’élevait à 52 527 habitants en 2010, c’est la localité la plus peuplée du comté de Mohave, dont elle fait partie.

## Histoire

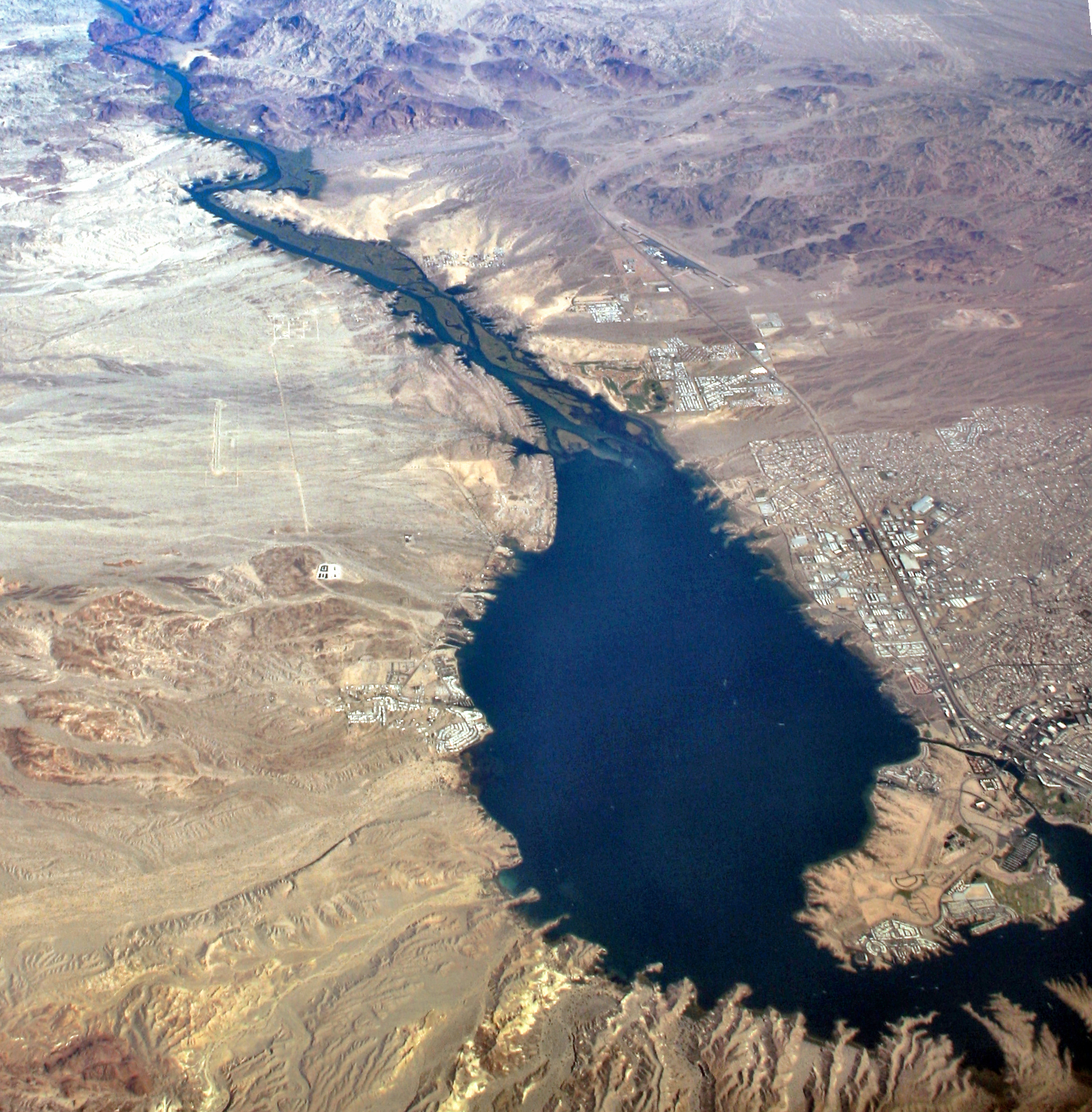
Vue aérienne de Lake Havasu en 2007 : on distingue Lake Havasu City et son île en bas à droite.

Durant la Seconde Guerre mondiale, la presqu'île située au milieu du lac fut occupée par une base de l'US Air Force. Au sortir de la guerre, l'entrepreneur Robert P. McCulloch (en) (fabricant de tronçonneuses) acheta 3 500 acres (14 km2) de terrain afin d'y fonder une ville.

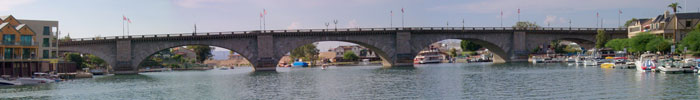
Le London Bridge de Lake Havasu City

En 1969, McCulloch eut l'idée « folle » de racheter pour 2,5 millions de dollars l'ancien pont de Londres à la capitale britannique, qui jugeait l'ouvrage d'art édifié par John Rennie en 1831 inadapté à la circulation automobile.
Le pont en granite fut donc démonté pierre par pierre et reconstruit pour 7 millions de dollars supplémentaires au-dessus du canal que McCulloch avait fait creuser pour transformer la presqu'île (occupée autrefois par la base aérienne) en une île accueillant notamment une marina et un parcours de golf. Ce pont, ouvert en 1971, est aujourd'hui la seconde attraction touristique la plus visitée d'Arizona, après le Grand Canyon[réf. nécessaire].
En 1978, Lake Havasu City a obtenu le statut de ville.

## Transports
L'aéroport municipal de Lake Havasu City (code IATA : HII • code OACI : KHII) est situé au nord de la ville (34° 34′ 16″ N, 114° 21′ 30″ O). Il possède une piste de 2,439 m.

## Démographie
| 1970  | 1980   | 1990   | 2000   | 2010   | - |
| ----- | ------ | ------ | ------ | ------ | - |
| 4 111 | 15 909 | 24 363 | 41 938 | 52 527 | - |